# جورج كلاوس
جورج كلاوس (و. 1912 – 1974 م) هو لاعب شطرنج، وفيلسوف، وأستاذ جامعي من ألمانيا الشرقية، ولد في نورنبرغ، كان عضوًا في الأكاديمية الألمانية للعلوم في برلين، توفي في برلين، عن عمر يناهز 62 عاماً.

## التعليم
تعلم في جامعة إرلنغن نورنبيرغ، وتعلم في جامعة ينا
.

## جوائز
حصل على جوائز منها:
- نيشان كارل ماركس
- وسام الاستحقاق الوطني الذهبي
- الجائزة الوطنية لجمهورية ألمانيا الديمقراطية

## روابط خارجية
- جورج كلاوس على موقع 365Chess.com (الإنجليزية)